# Radio Sawa
La Radio Sawa es una estación de radio en idioma árabe, fundada por el Gobierno de los Estados Unidos. La meta de la estación es proveer noticias e información balanceada a los jóvenes en países de habla árabe, en vista de que las noticias locales en muchos países del Medio Oriente son consideradas parciales por el gobierno norteamericano.
La parrilla musical de la estación incluye canciones populares en árabe, inglés y español para atraer radioescuchas.
La primera transmisión de la Radio Sawa fue el 23 de marzo de 2002. Sus transmisiones son grabadas en Washington D. C., Marruecos, Jordania, Irak, Egipto, Líbano, Dubái y los Emiratos Árabes Unidos.
La Radio Sawa es un servicio de Middle East Broadcasting Networks, Inc. Es controlada por el Congreso de los Estados Unidos y por la Broadcasting Board of Governors (BBG), una agencia independiente del Gobierno estadounidense.